# 3-decanamina
La 3-decanamina es una amina primaria con fórmula molecular C10H23N.
- Datos: Q5651919